# Piazza Bra

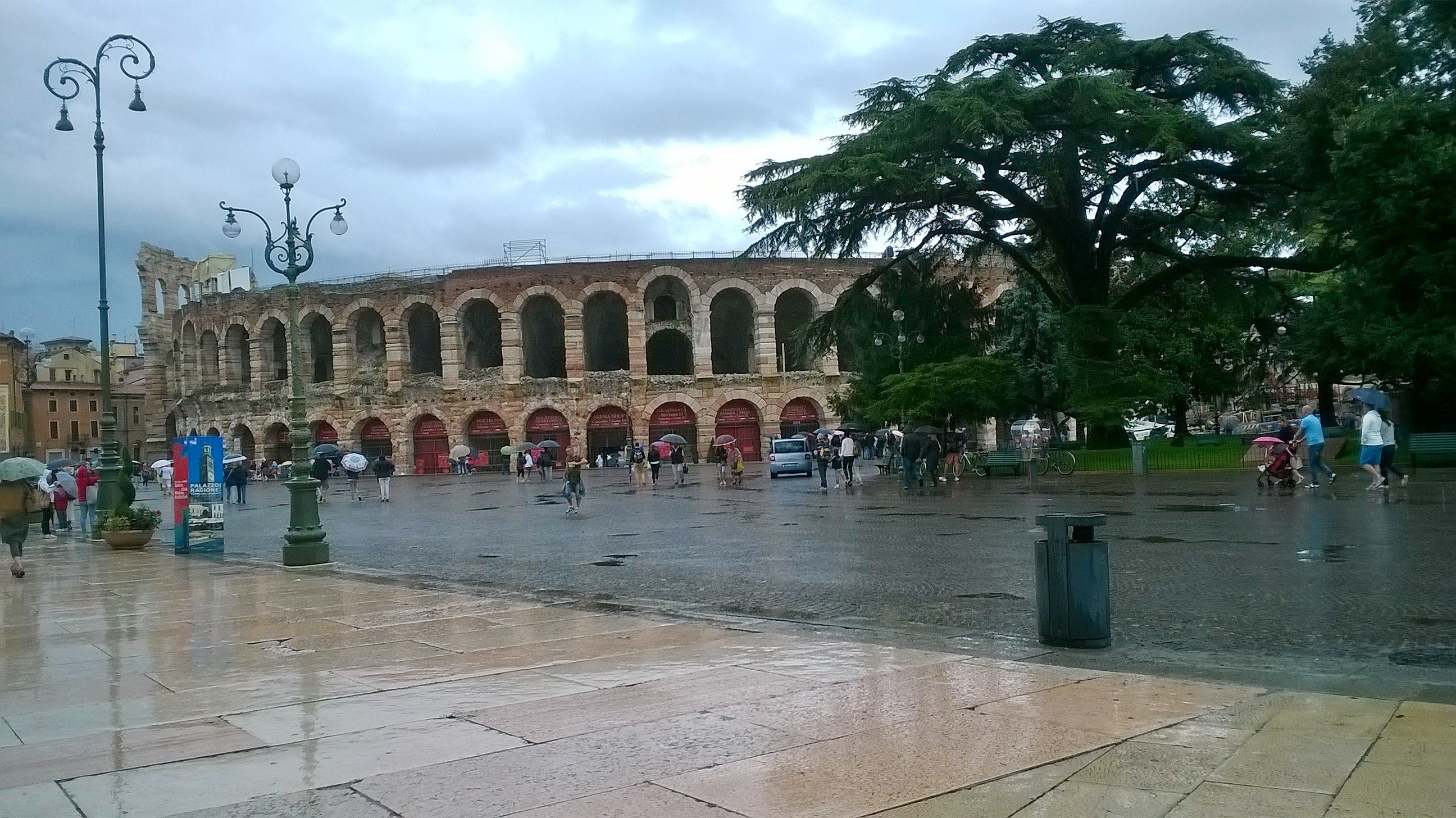
Piazza Bra in Verona, Italië

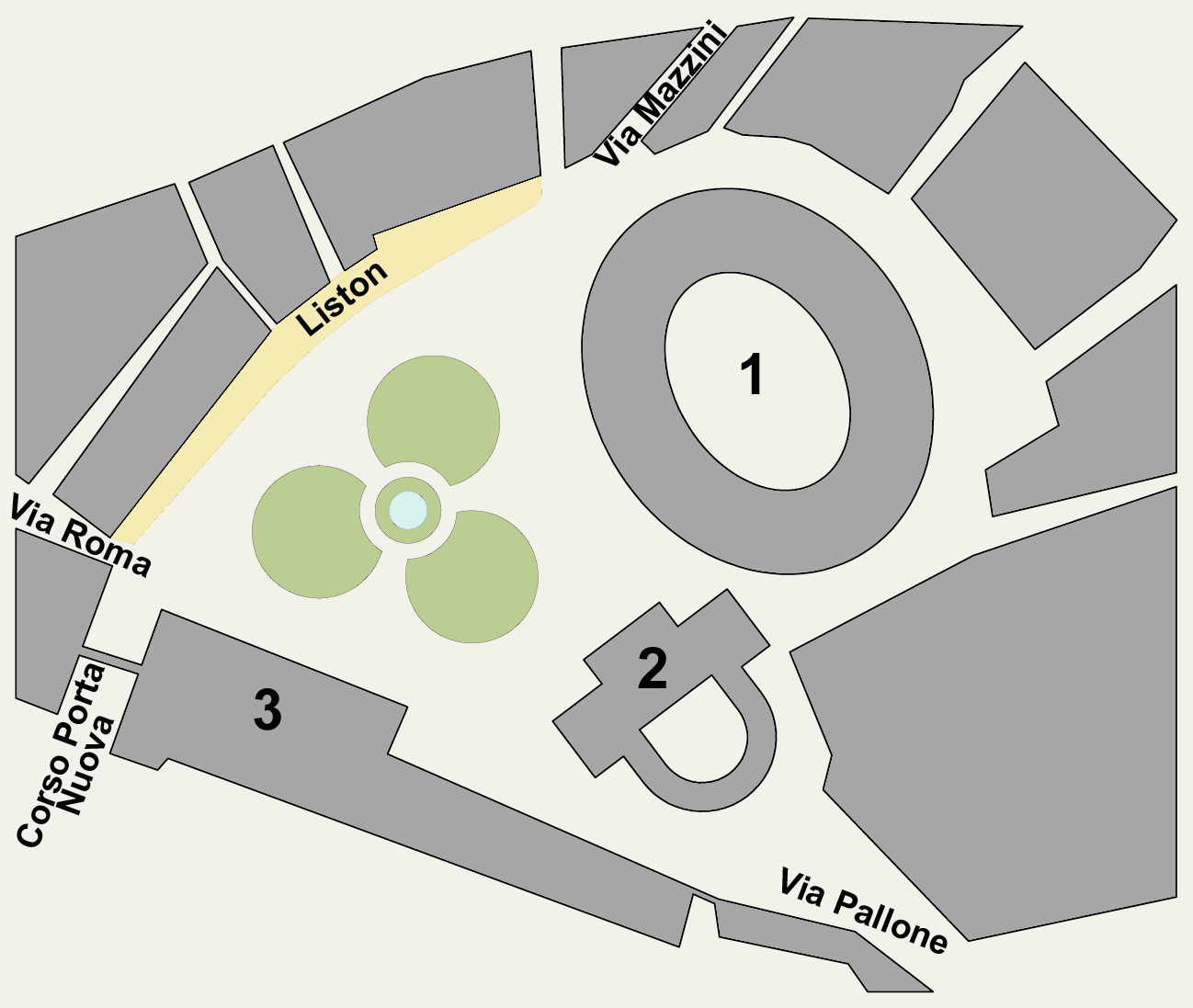
Schema van het plein. 1. Arena 2. Stadhuis 3. Palazzo della Gran Guardia. In het geel: Liston

De Piazza Bra is het grootste plein van de Noord-Italiaanse stad Verona, gelegen in de regio Veneto. Het plein ligt centraal. Aan de Piazza Bra bevinden zich het stadhuis en de Arena van Verona, het amfitheater uit de Romeinse Tijd. 

## Naam
In de middeleeuwen droeg het plein de naam Piazza Braida. Deze naam gaven de Longobarden : het ‘braida’ of ‘brede’ plein.

## Historiek
Tijdens het bestuur van de Romeinen en nadien de Ostrogoten lag de Arena buiten de stadsmuren. Met de komst van de Longobarden en het Frankische bestuur in Noord-Italië werden er stadswallen opgetrokken ten zuiden van de Arena. Juist buiten de muren liep in de middeleeuwen een rivier, de Adigetto genaamd. Door de nieuwe stadswal lag de Arena binnen de middeleeuwse stad. Het plein naast de Arena vindt hierin haar origine. De Arena beheerst sindsdien het straatbeeld op de Piazza Bra.
In de 16e eeuw liet het Venetiaans bestuur een deel van de zuidelijke muur doorbreken met de bouw van de Portoni della Bra. De Venetianen bouwden in dezelfde periode een zoom aan de westzijde; deze strook wordt in het Venetiaans dialect Liston genoemd, in het Italiaans Listone. Het gaat om een verharde strook in roze baksteen. Aan de Liston verrezen paleizen van adellijke inwoners. Enkele voorbeelden zijn het Palazzo Ottolini, het Palazzo Guglienzi, het Palazzo Righetti en het Palazzo Malfatti Honorij. Het Palazzo Malfatti Honorij is een ontwerp van Michele Sanmicheli, een bekende architect van Verona. Hij wou de typische kenmerken van de Romeinse Arena overbrengen op de voorgevel. Verschillende gebouwen werden in latere eeuwen restaurants en cafés met terrassen aan de Piazza Bra.
In de 17e eeuw bouwden de Venetianen een kazerne, genaamd de Palazzo della Gran Guardia (17e eeuw). Zij incorporeerden de zuidelijke stadswallen in het gebouw. Het doel was de regimentsoldaten beschutting te geven bij regen; de start van de monumentale bouw werd gegeven door Nicolò Donato, doge van Venetië. In de loop van de 18e eeuw won het plein aan belang als ontmoetingscentrum dat resterende stadsmuren werden afgebroken. Zo ontstond onder meer de noordelijke verbinding met de Via Mazzini.
Onder het bestuur van de keizers van Oostenrijk (19e eeuw) werd het Palazzo della Gran Guardia nog uitgebouwd. Bovendien bouwden de Oostenrijkers een tweede kazerne (1836-1848) ernaast, namelijk aan de oostzijde van de Piazza Bra. Enkele huizen en een kapel moesten wijk voor de bouw van het Palazzo della Gran Guardia Nuova ofwel de nieuwe kazerne. De stijl is neoclassicistich want de Oostenrijkers lieten zich inspireren door de Romeinse stijlkenmerken van de Arena. Na de eenmaking van Italië werd het Palazzo della Gran Guardia Nuova genoemd het Palazzo Barbieri. De reden was dat het koninkrijk Italië de herinnering aan de Oostenrijkse militairen weg wilde en eer betoonde aan de architect Giuseppe Barbieri. Het Palazzo Barbieri is sinds de eenmaking het stadhuis van Verona. Het stadsbestuur liet verder in de 19e eeuw, aan de noordoostzijde tegen de Liston aan, een park aanleggen. Een ruiterstandbeeld van koning Vittorio Emanuele II staat er midden het groen. 
Tussen de dennenbomen plaatste het stadsbestuur in 1975 een fontein. Het gaat om de Fontana delle Alpi, of Fontein der Alpen. Het symboliseert de vriendschap tussen de zustersteden Verona en München. De fontein is de pleisterplaats voor feestvierders na voetbalmatchen in Verona.

## Illustraties over hoe de Piazza Bra groeide

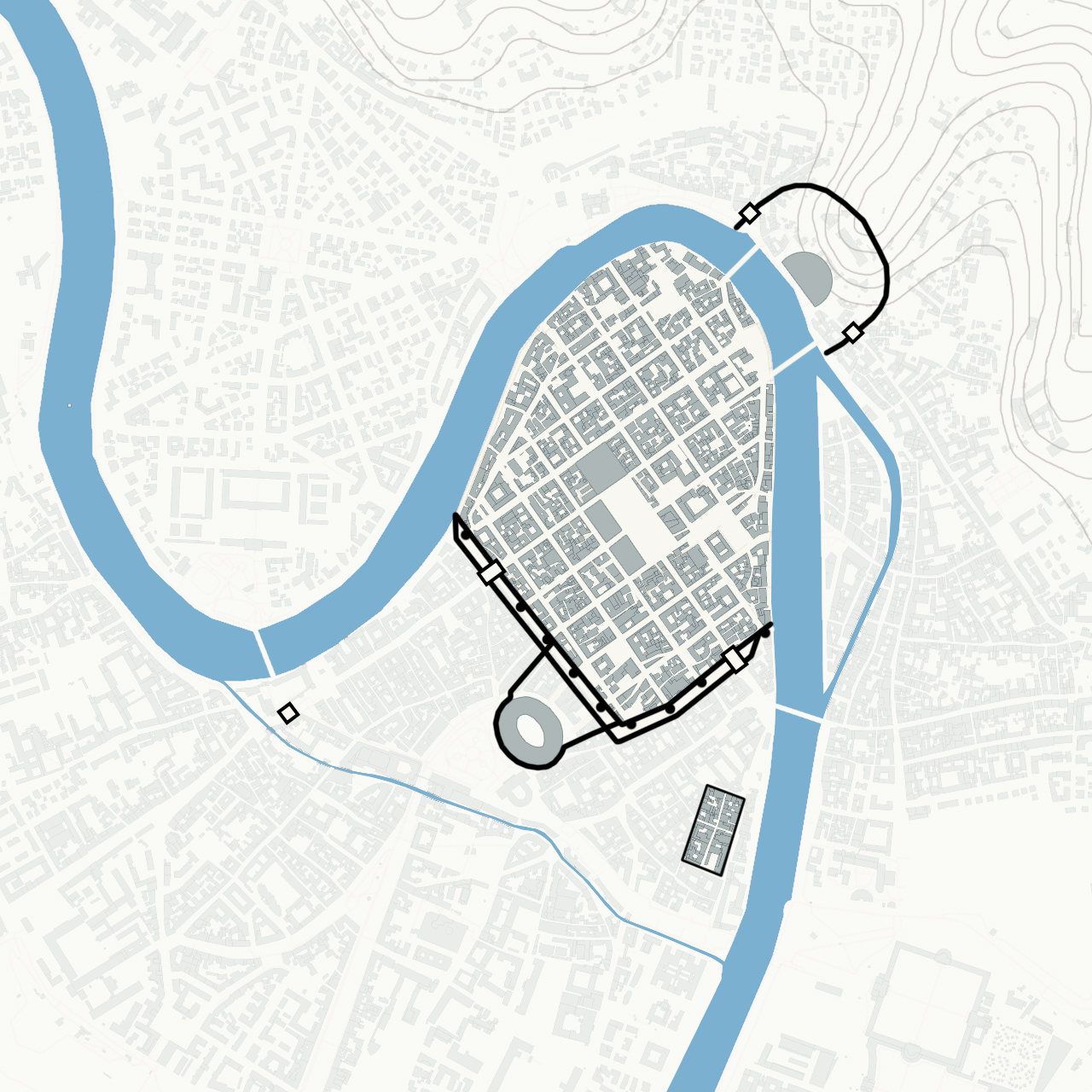
Verona ten tijde van Romeinen en Ostrogoten. Arena ten zuiden.
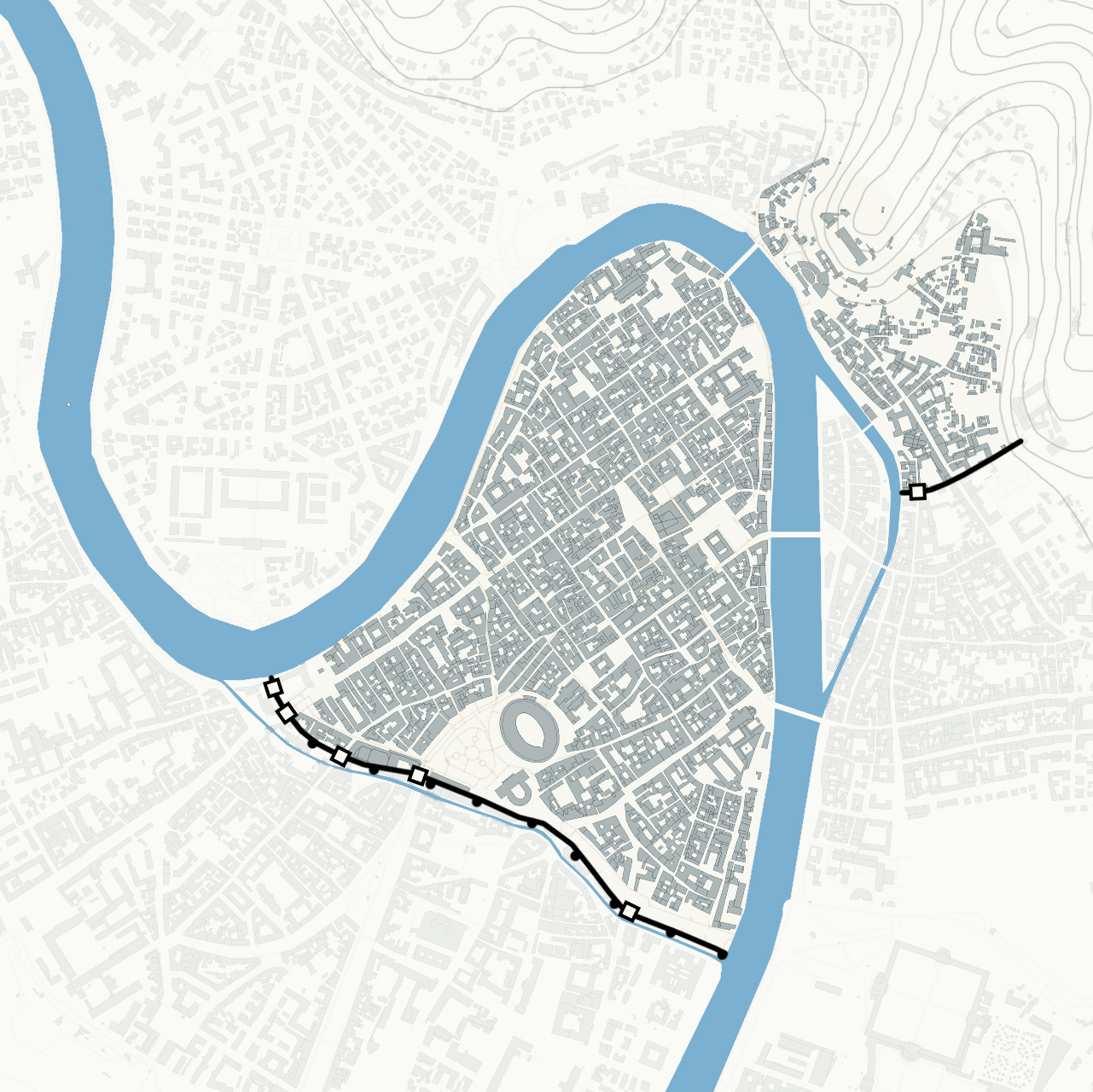
Verona in de middeleeuwen; de Arena ligt op een plein: de Piazza Bra.
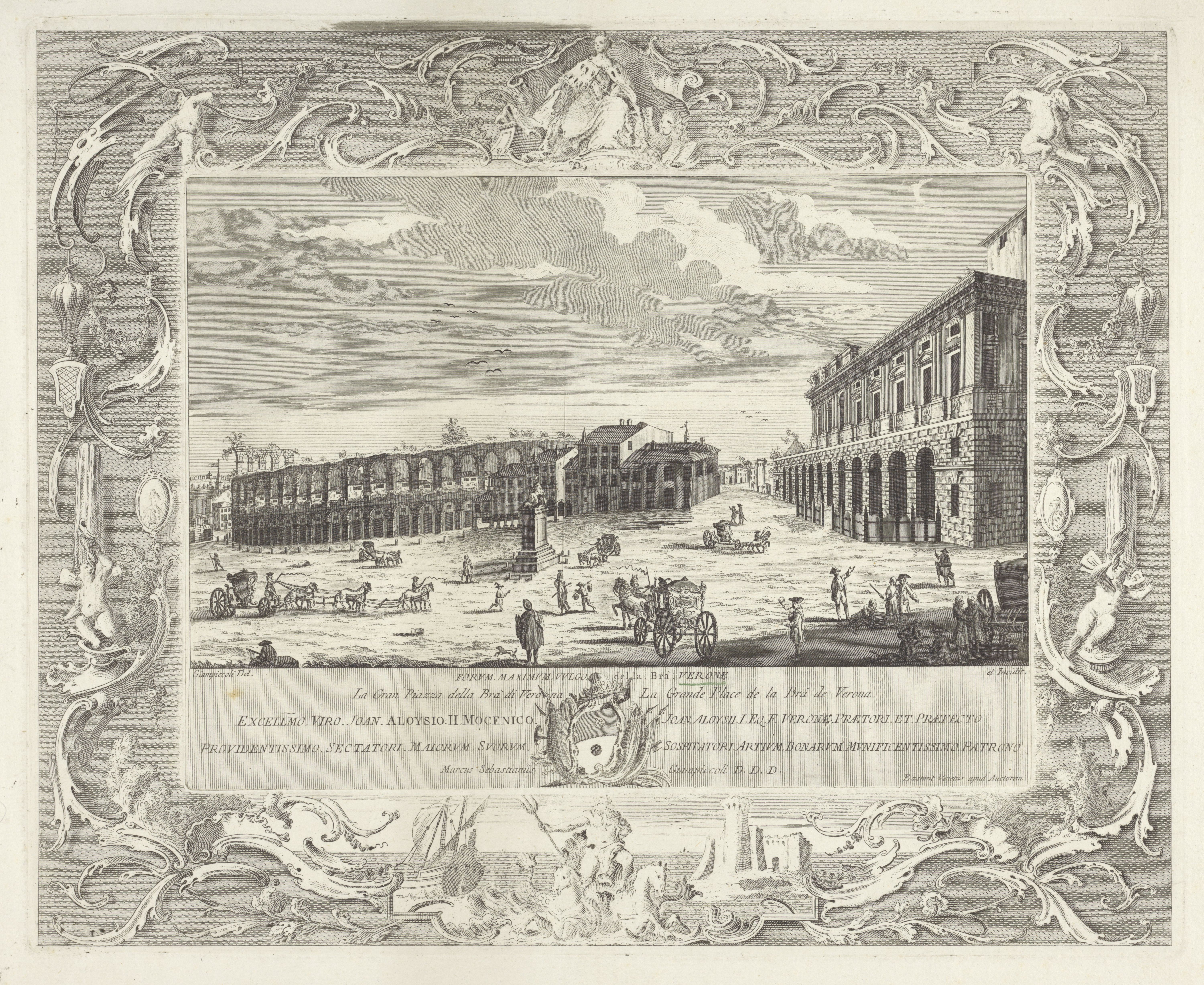
Piazza Bra in de 18e eeuw. Links: Arena; rechts: Gran Guardia. Er was nog geen stadhuis.
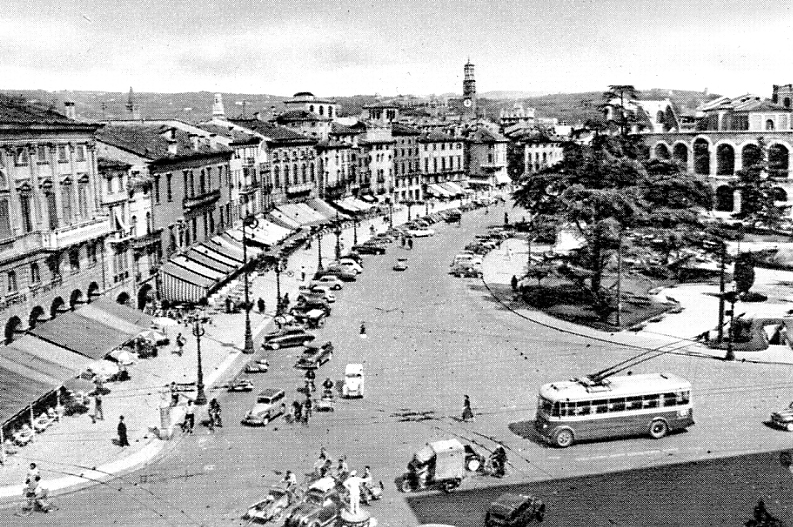
1950. Busverkeer aan de Liston.